# Seglerbekleidung

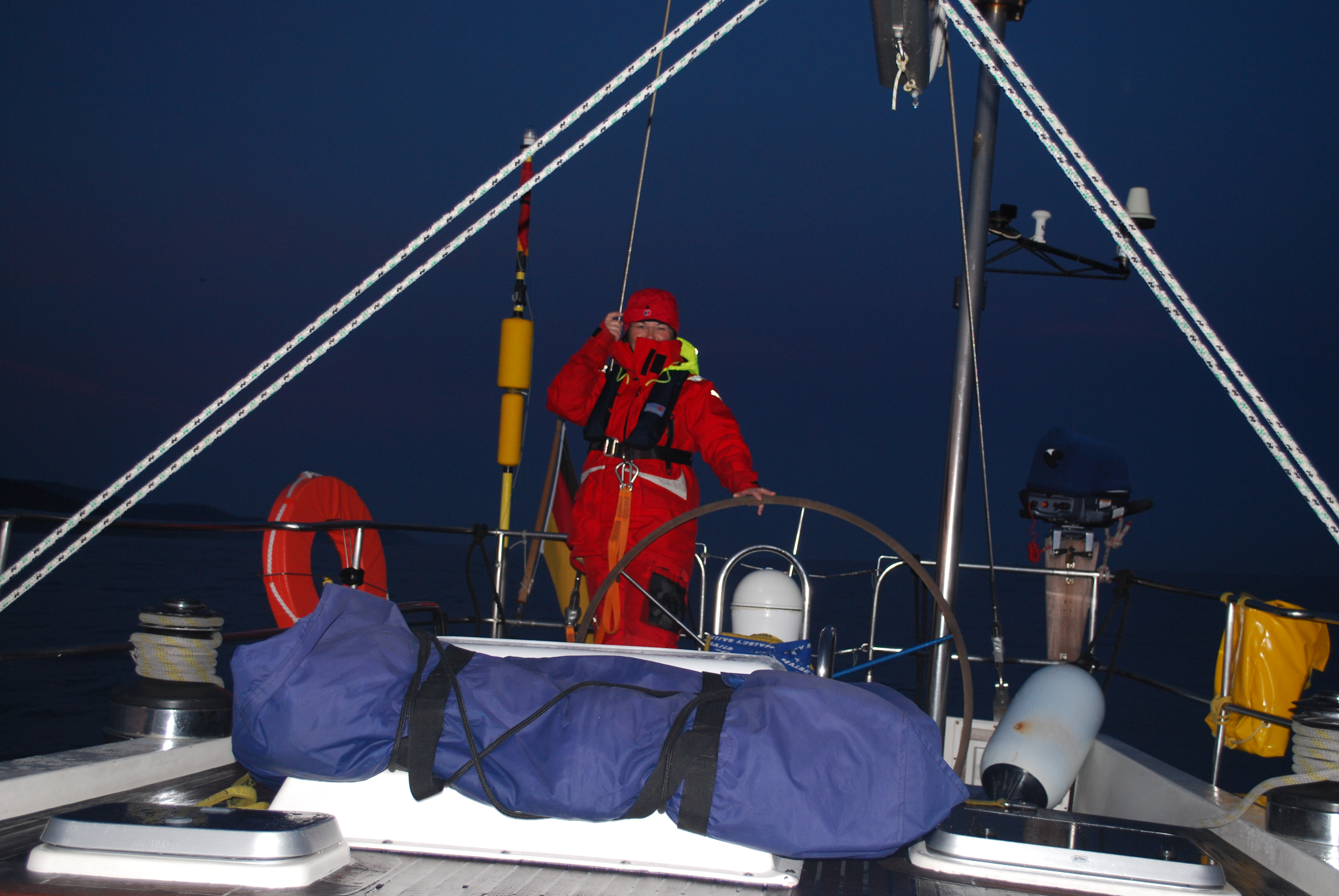
Seglerin in Vollzeug, mit Schwimmweste und Lifebelt

Seglerbekleidung, vereinzelt auch noch Ölzeug genannt, dient Sport- und Freizeit-Seglern zum Schutz vor Wettereinflüssen (Regen, Kälte, Wind) und Gischt an Bord eines Segelbootes bzw. -schiffes. Sie ist speziell auf die Erfordernisse des Segelns zugeschnitten und im Prinzip nie wärmegedämmt. Die wenigsten Segelschiffe haben einen gedeckten Steuerstand, der Rudergänger ist den Elementen daher dauerhaft ausgesetzt.

## Prinzipien und Material
Die seit der Erfindung von Kunstfasertextilien verwendeten Materialien sind in der Regel widerstandsfähig (reißfest) und robust gearbeitet. Seit der Entwicklung von atmungsaktiven Nässesperrmembranen ab Ende der 1970er Jahre werden meist solche eingesetzt und alle werden aus Sicherheitsgründen farblich auffällig gestaltet. Die Anzüge sind in aller Regel zweiteilig, wobei die Jacke die Hose überlappt. Die Ärmel und Hosenenden haben verschließbare Bünde. Manche zweiteiligen Anzüge können mit einem Reißverschluss verbunden werden. Durch die enge Verbindung zwischen der Jacke und der Hose wird eine höhere Wasserdichtigkeit und Dämmung erreicht, ferner wird der Tragekomfort erhöht. Alle Seglerjacken sind mit einem Front-Reißverschluss ausgestattet, der mit einer Leiste abgedeckt ist. Ferner sind die Nähte in der Regel abgedichtet und mit einem Zugband für die Hüfte ausgestattet. Die aufwendigste Verarbeitung findet bei den Offshore-Anzügen statt, die für die Hochseeschifffahrt konzipiert sind.
Als Textilien kommen mehrlagige atmungsaktive Gewebe zum Einsatz, die zwar luftdurchlässig, aber enorm wasserdicht sein müssen. Die Meter Wassersäule (gemäß Herstellerangaben) erreicht 10.000 Millimeter und mehr.

## Oberbekleidung
Die Oberbekleidung beim Segeln ist variabel, sie richtet sich im Zwiebelprinzip nach dem Wetter und dem Seegang und nach der Art des Segelns (Sport, Freizeit, Einhand etc.). Es ist Aufgabe des Schiffsführers, den äußeren Bedingungen entsprechende Kleidung seiner Crew zu verlangen, denn er ist für ihre Gesundheit verantwortlich.
Seglerjacken bestehen aus einer wasserdichten, oft fast knielangen Jacke. Standard ist auch ein hochschließender Kragen und eine mit einem Zugband der Kopfform anpassbare Kapuze, die idealerweise auf Augenhöhe rechts und links aus einem transparenten Teil besteht. Hochpreisige Modelle sind mit Reflektorapplikationen ausgestattet und ggfs. aufblasbar, wenn der Träger über Bord geht.
Spraytops, zum Teil auch Dinghy-Tops oder Smocks genannt, sind spezielle Segelbekleidungen. Diese werden als oberste Schicht anstatt einer Jacke getragen und dienen dem Schutz vor Gischt und Schwell. Dies wird insbesondere durch Hals-, Arm- und Taillenbündchen und Wasserdichtigkeit erreicht.
Fleece-Shirts dienen eigentlich zum Unterziehen, gelegentlich werden sie auch als oberste Schicht getragen.

## Beinkleid

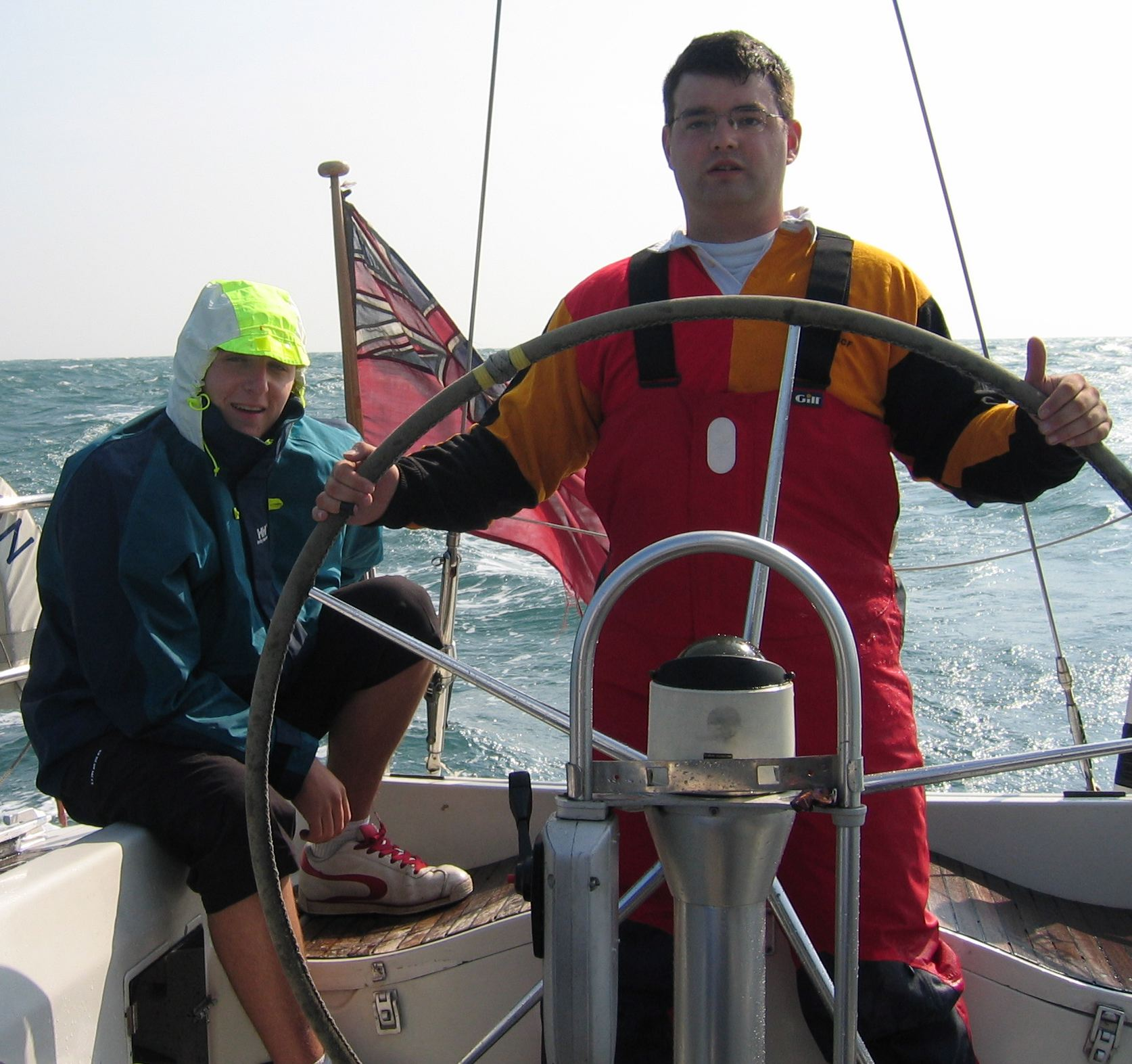
Seglerhose

Hosen in der Segelbekleidung sind in der Regel beinlang, spritzwasserfest und mit Hosenträgern ausgerüstet. Sie sind häufig wie Latzhosen hoch geschnitten, um zu verhindern, dass Wasser zwischen Hose und Oberteil eindringt. Die Hosen sind mit Verstärkungen im Sitzbereich und an den Knien versehen, denn beim Segeln soll man möglichst bequem im Cockpit Platz nehmen können. Bei hohem Seegang muss man sich oft auf den Knien über das Deck bewegen, um sicher das Gleichgewicht halten zu können. Alternativ gibt es Seglershorts bei warmem Wetter.

## Schuhwerk
Seglerschuhe sind rutschfest und haben zum Schutz des Schiffsdecks eine abriebfeste Sohle. Schuhformen sind Halbschuhe, klassischerweise mit Leinen als Obermaterial, oder hohe Gummistiefel. Auf vielen Schiffen besteht aus Sicherheitsgründen (Ausrutschgefahr, Verletzungsgefahr an Beschlägen) auch bei schönstem Wetter Schuhtragepflicht.

## Handschuhe

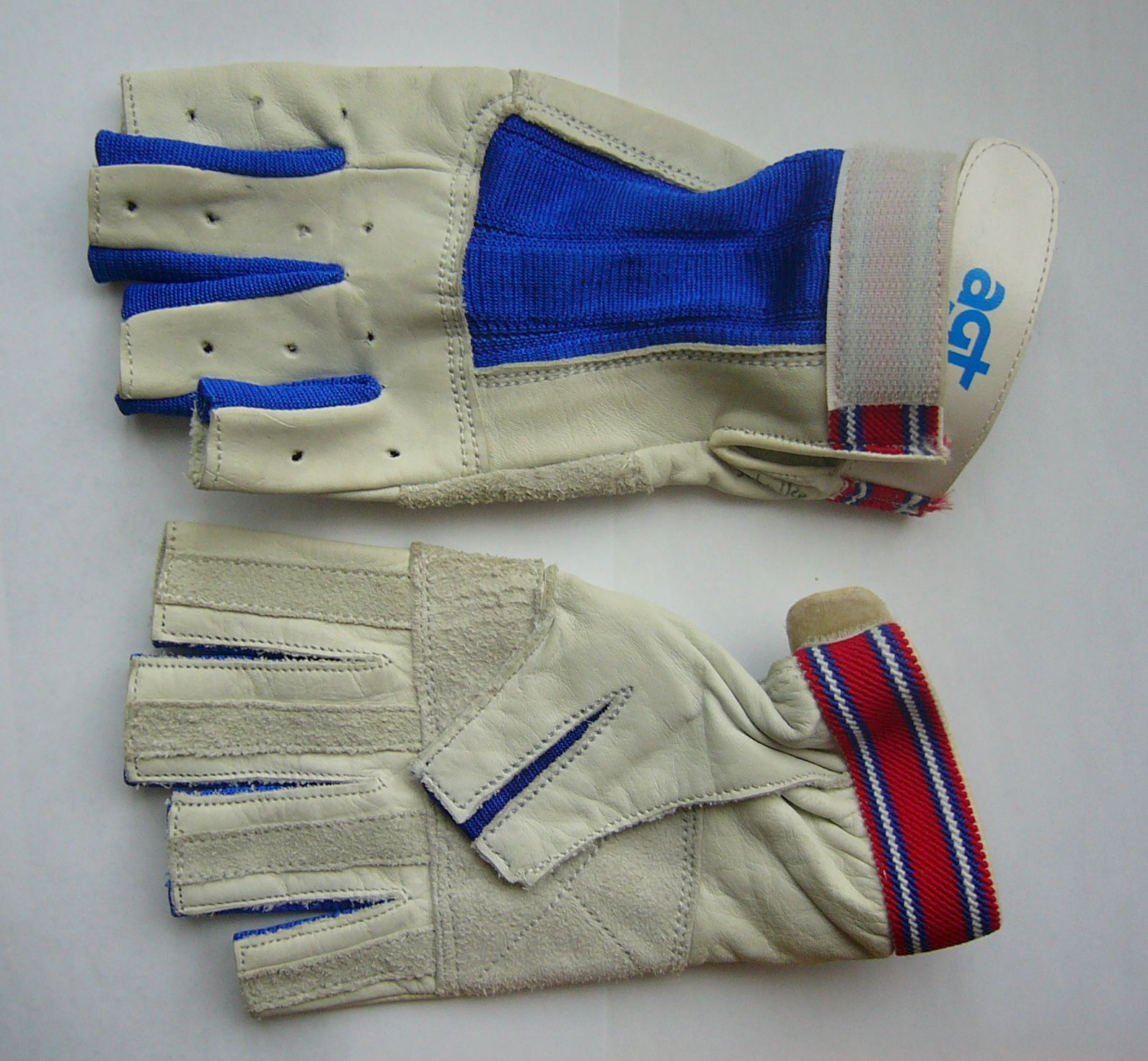
Seglerhandschuhe

Wichtig für den Schutz der Hände vor Verletzungen und Blasen sind Segelhandschuhe, denn auf den Leinen können große Kräfte lasten und bei einer Fehlmanipulation kann eine durch die Hand rauschende Leine erhebliche Verbrennungen verursachen. Die Handschuhe sind traditionell aus Leder gefertigt. Die raue Unterfläche dient zudem der Griffigkeit für das Anholen und Lose geben von Laufendem Gut.

## Ergänzende Ausrüstung
Insbesondere bei Sonnenschein ist auf einen guten Sonnenschutz zu achten, denn der offene Horizont und das spiegelnde Wasser verstärken die Sonnenstrahlung erheblich, durch den beständigen Wind wird die Hitzestrahlung jedoch geringer empfunden, als sie ist. Reflexionen der Sonne auf dem Wasser können die Sicht des Steuermanns beeinträchtigen. Sonnenbrillen mit Polarisationsfilter filtern besonders effektiv Reflexionen aus dem sichtbaren Spektrum.
Zur persönlichen Ausrüstung gehört bei schlechtem Wetter, hohem Seegang oder nachts eine Rettungsweste mit Lifebelt. Auf See sind automatische Westen der Kategorie 150N oder 275N üblich. Diese behindern die Bewegungsfreiheit des Trägers kaum und können daher dauerhaft getragen werden.
Große Taschen helfen, zusätzliche Ausrüstung wie PLBs, Taschenlampen oder Takelmesser am Körper zu verstauen.

## Bekleidung beim Sport- und Jollensegeln
Da beim Jollensegeln bzw. allgemein beim sportlichen Segeln ein wesentlich engerer Kontakt mit dem Wasser gegeben ist, sei es durch Ausreiten des Vorschoters oder durch das bei nicht Kiel-stabilisierten Booten häufigere Kentern bedingt, wird hier oft auf Bekleidung zurückgegriffen, die aus dem Bereich des Taucheranzugs stammt. Üblich sind häufig ein- oder zweiteilige Neoprenanzüge; oder spezielle Trockenanzüge mit Ärmel-, Bein- und Halsmanschettendichtungen. Diese Ausrüstung kann durch Windjacken, Kapuzen, Schuhe und Handschuhe sowie im Falle von Trockenanzügen auch durch wärmende Unterkleidung ergänzt werden. Dazu wird üblicherweise eine Feststoffschwimmweste der Kategorie 50N getragen.

## Hersteller
Auf dem Weltmarkt bedeutende Hersteller sind:
- Helly Hansen ASA (Moss, Norwegen)
- ProRainer (Tah Hsin Industrial Corp., Taipeh, Taiwan)
- Marine Pool (Planegg, OT Martinsried, Deutschland)
- Musto (Laindon, Großbritannien)
- Douglas Gill/Gill Marine (Long Eaton, Großbritannien)
- Henri-Lloyd (Worsley, Großbritannien)
- Vaude (Tettnang, Deutschland)